# زاك لويد
زاك لويد (بالإنجليزية: Zach Loyd)‏ (18 يوليو 1987 بتلسا في الولايات المتحدة - ) هو لاعب كرة قدم أمريكي في مركز الدفاع. شارك مع منتخب الولايات المتحدة لكرة القدم. أما مع النوادي، فقد لعب مع نادي دالاس وSalem City FC ‏.

## وصلات خارجية
- زاك لويد على موقع الدوري الأمريكي (الإنجليزية)
- زاك لويد على موقع قاعدة بيانات كرة القدم.إي يو (الإنجليزية)
- زاك لويد على موقع ناشيونال فوتبول تيمز (الإنجليزية)
- زاك لويد على موقع Soccerbase.com (لاعب) (الإنجليزية)
- زاك لويد على موقع Soccerway.com (الإنجليزية)
- زاك لويد على موقع عالم كرة القدم.نت (الإنجليزية)
- زاك لويد على موقع AS.com (الإسبانية)